# 대런 E. 버로우즈
대런 E. 버로스(Darren E. Burrows, 1966년 9월 12일 ~ )는 미국의 배우, 영화 감독이다.

## 출연 작품
- 러브 이즈 스트레인지 (2014년) - 엘리엇 역
- 노네임즈 (2010년)
- 로라 (2004년)
- 네버 겟 아웃터 더 보트 (2002년)
- 선셋 스트립 (2000년)
- 내추럴 셀렉션 (1999년)
- 하이 로 컨츄리 (1998년)
- 아미스타드 (1997년) - 미드 중위 역
- 사랑의 눈물 (1990년)
- 전쟁의 사상자들 (1989년)
- 폭력 교실 1999 (1989년)
- 헬레이더스 (1988년)

### 텔레비전
- 알래스카의 빛 (1990년)